# David en mármol (Donatello)
El David de mármol de Donatello es una escultura de la etapa de  juventud de este gran artista. Data de 1408-1409, es de mármol blanco y mide 191 cm de altura, con una base de 57,5 x 32 cm. Se conserva en el Museo Nazionale del Bargello en Florencia, en la misma habitación que el famoso David de bronce, el trabajo de plena madurez del artista.

## Historia
El trabajo es uno de los primeros atribuibles con certeza a Donatello, que en ese momento, tenía poco más de veinte años, a menudo trabajó para la Opera del Duomo de Florencia. El encargo era para la galería del coro, una estructura octogonal, en torno al altar central, que ahora ya no existe, fue desmantelado en el siglo XIX. 

En cualquier caso, la estatua ya no se encontraba en la Catedral desde 1416, cuando fue comprada por la Signoria, para trasladarlo al Palazzo Vecchio. Importante es el significado político que se atribuye a David, como un símbolo de carácter indomable y libertario de la República de Florencia, que, como es lógico, también encargó a principios del siglo XVI, el famoso David de Miguel Ángel. Tiene una inscripción al pie de la escultura:

## Descripción

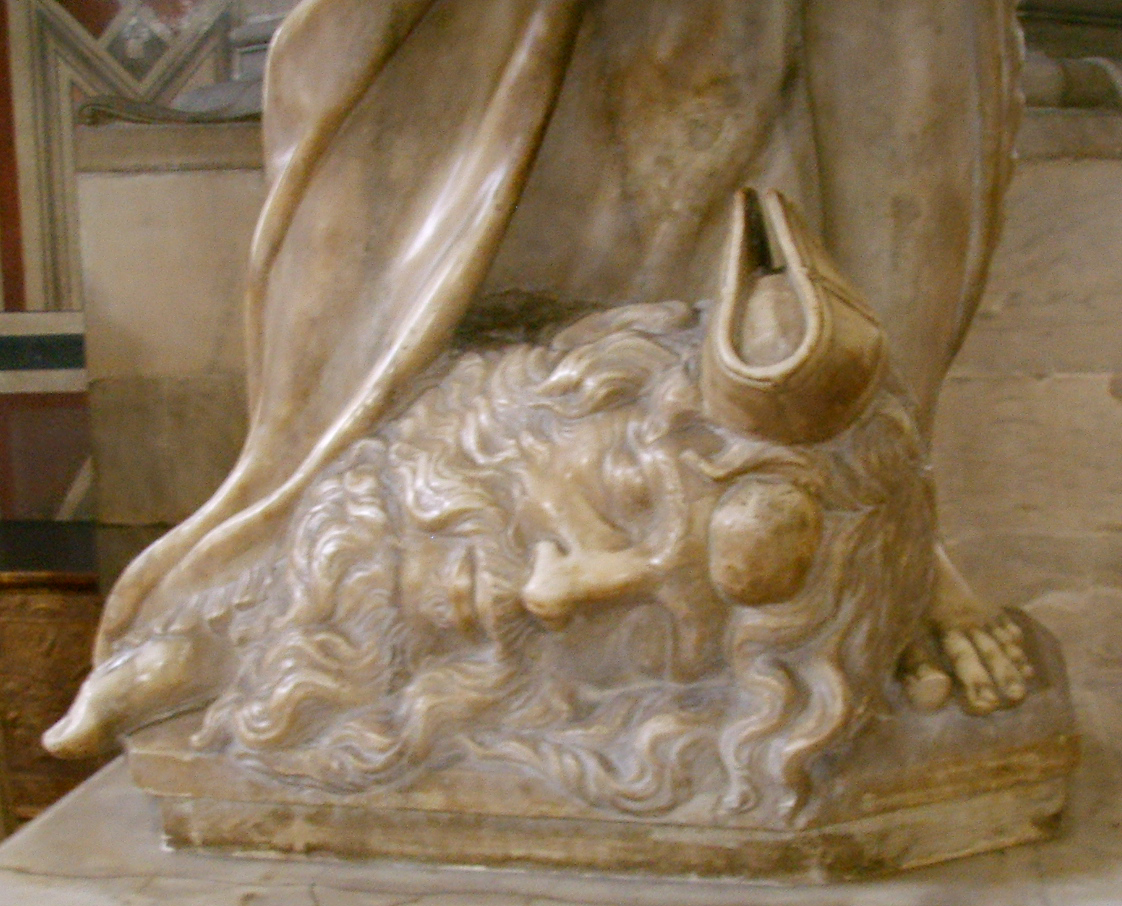
Detalle de la cabeza de Goliat.

David está representado en el momento de la victoria e inmediatamente después de la derrota del gigante Goliat, cuya cabeza se encuentra a sus pies, con la piedra en medio de la frente. 
Los brazos son desproporcionadamente largos, pero ya se han incorporado elementos del repertorio clásico, como algún detalle anatómico realista: las manos, el torso, su cabeza coronada de amaranto (símbolo profano). La expresión del rostro es un poco inexpresiva, pero la pose y la actitud parecen expresar el orgullo de su conciencia divina. El desplazamiento del peso sobre la pierna derecha con el torso torcido hacia el lado opuesto, indica la intención para crear un mayor dinamismo con el clásico contrapposto.